# WML
WML (англ. Wireless Markup Language — «язык разметки для беспроводных устройств») — язык разметки документов для использования в сотовых телефонах и других мобильных устройствах по стандарту WAP.
По структуре напоминает несколько упрощённый HTML, но есть и ключевые отличия, поскольку WML ориентирован на устройства, не обладающие возможностями персональных компьютеров (небольшой экран, не все устройства могут отображать графику, небольшой размер памяти и т. д.):
- вся информация в WML содержится в так называемых «колодах». Колода («дек», англ. deck) — это минимальный блок данных, который может быть передан сервером. В деках находятся «карточки» (card) (каждая карта ограничена тегами <card> и </card>). В одном деке всегда должна быть хоть одна карточка, но может быть и несколько. При этом на экране устройства в каждый момент времени отображается только одна карточка, а пользователь может переключаться между ними, переходя по ссылкам — это сделано для сокращения числа обращений за информацией к серверу;
- в то же время размер WML-страниц не должен превышать 1—4 килобайт.

Впрочем, многие мобильные устройства не понимают даже WML в «чистом» виде — им необходим WBXML-формат сайта.

## Основные теги
- <small>текст</small> — мелкий текст.
- <big>текст</big> — крупный текст.
- <b>текст</b> — жирный текст.
- <i>текст</i> — курсив.
- <u>текст</u> — подчеркнутый текст.
- <em>текст</em> — выделенный текст.

Многие старые мобильные телефоны не поддерживают выделение жирным и курсивным шрифтом. Поэтому текст рекомендуется оформлять таким образом, чтобы он не терял смысла и без применения этих тегов.

### Пример
```
<?xml version="1.0"?>

<!DOCTYPE wml PUBLIC "-//WAPFORUM//DTD WML 1.1//EN"

   "http://www.wapforum.org/DTD/wml_1.1.xml" >

<wml>

  
<card
 
id=
"main"
 
title=
"First Card"
>

    
<p
 
mode=
"wrap"
>
This
 
is
 
a
 
sample
 
WML
 
page.
</p>

  
</card>

</wml>

```

## Перспективы
Несмотря на то, что WML — единственный язык разметки, который поддерживают все телефоны, имеющие доступ к Web, его поддержка прекращается. В большинстве новых мобильных телефонов будет использоваться XHTML.

## Поддержка WML в браузерах для персональных компьютеров

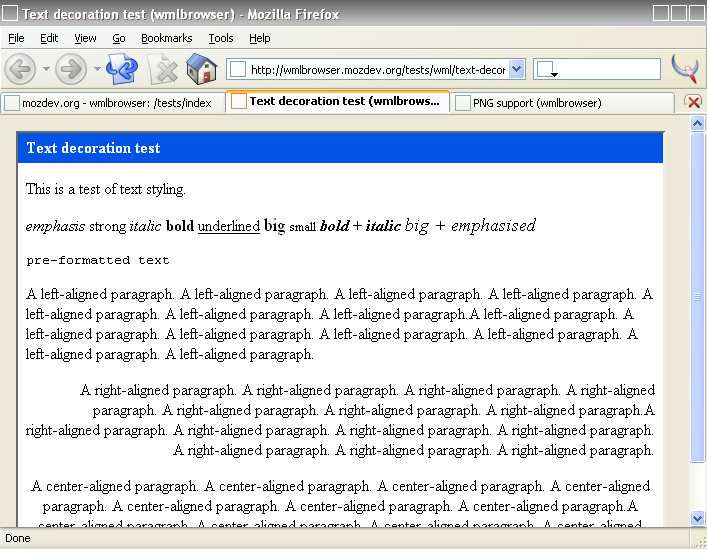
Скриншот плагина WMLBrowser для Mozilla Firefox.

Opera поддерживает WML изначально. Браузеры на движке Gecko (Mozilla Firefox, SeaMonkey, MicroB) могут просматривать WML с помощью расширения wmlbrowser (недоступная ссылка) (недоступная ссылка) (недоступная ссылка).

### Примеры WAP-сайтов (XHTML)
- МТС
- Билайн
- Мегафон (недоступная ссылка)